# Disability Management
Mit dem englischen Begriff Disability Management (dt. Arbeits-, Berufsunfähigkeits-, auch Behinderungs-Management, wörtlich etwa Handhabung von Unzulänglichkeiten) wird eine Tätigkeit bezeichnet, die sich um den Umgang mit und die Verwendung von Menschen mit (auch vorübergehend) eingeschränkten Möglichkeiten und Arbeitsfähigkeiten bzw. besonderen Herausforderungen in betrieblichen Abläufen kümmert.
Die Tätigkeit ist in der Regel einer Stabsstelle im Betrieb zugeordnet, eine Zertifizierung zum Certified Disability Management Professional (CDMP) (engl.; dt. Zertifizierter Disability Manager) erfolgt in Deutschland beispielsweise durch die Deutsche Gesetzliche Unfallversicherung (DGUV).
Das deutsche Neunte Buch Sozialgesetzbuch (Rehabilitationsrecht) fordert seit 2004 – in der Fassung 2018 in § 167 Abs. 2 –, dass für Beschäftigte, die innerhalb eines Jahres für länger als sechs Wochen ununterbrochen oder wiederholt arbeitsunfähig sind, eine Klärung durch den Arbeitgeber mit der zuständigen Interessenvertretung und mit Zustimmung und Beteiligung der betroffenen Person erfolgt, wie die Arbeitsunfähigkeit möglichst überwunden werden und mit welchen Leistungen oder Hilfen erneuter Arbeitsunfähigkeit vorgebeugt und der Arbeitsplatz erhalten werden kann (Betriebliches Eingliederungsmanagement BEM). Werden Maßnahmen nötig, dieses Ziel zu erreichen, begleitet der dafür ausgebildete Disability Manager den Prozess aktiv. Soweit erforderlich, wird der Werks- oder Betriebsarzt hinzugezogen.